# Il rigattiere di Amsterdam
Il rigattiere di Amsterdam (Der Trödler von Amsterdam) è un film muto tedesco del 1925 diretto da Victor Janson.

## Produzione
Il film fu prodotto dalla Deutsche Vereins-Film AG (Defa-Deutsche Fox).

## Distribuzione
Distribuito dalla Deutsche Vereins-Film AG (Defa-Deutsche Fox), il film - che aveva ottenuto il visto di censura B.11392 che ne vietava la visione ai minori - uscì nelle sale cinematografiche tedesche presentato all'Alhambra Kurfürstendamm di Berlino il 9 novembre 1925.
Internazionalmente, il film è conosciuto con il titolo inglese The Dealer from Amsterdam.